# Selezione maschile di calcio del Kurdistan
La selezione di calcio del Kurdistan (arabo: منتخب كردستان العراق الوطني لكرة القدم, curdo: ھەڵبژاردەی تۆپی پێی كوردستان; Helbijardey Topî pêy Kurdistan) è la rappresentativa calcistica del Kurdistan. Non è affiliata alla FIFA o alla Asian Football Confederation (AFC), e per questo non può partecipare al mondiale o alla Coppa d'Asia. La Federcalcio locale ha partecipato a una riunione tenuta dal NF-Board nel giugno 2006. Attualmente il Kurdistan è al 5º posto nella Classifica Mondiale della ConIFA.

## Storia
La squadra ha partecipato alla Coppa del mondo VIVA 2008, terminando al 4º posto dopo una sconfitta per 3-1 contro la Lapponia. La prima e unica vittoria nel torneo del 2008 è stata con la Provenza.
Nel dicembre 2008, durante la quinta assemblea generale, il Kurdistan ha ottenuto la piena adesione al NF-Board e si candidò per ospitare la Coppa del mondo VIVA 2010. Dopo aver perso in finale nelle edizioni 2009 e 2010, il Kurdistan è diventato campione in casa nel 2012, battendo il Cipro del Nord per 2-1 davanti a 22.000 tifosi. Ha partecipato alla Coppa del mondo ConIFA 2016.